# 4Q121
4Q121 (według starego systemu oznaczeń 4Q LXXNum) – rękopis Septuaginty spisany na pergaminie sporządzonym ze skóry zwierzęcej, datowany na I wiek p.n.e. Zwój ten zawiera fragmenty biblijnej Księgi Liczb 3:40-43; 4:5-16. Został znaleziony w Kumran w grocie 4. Fragment ten jest oznaczany również numerem 803 na liście rękopisów Septuaginty według klasyfikacji Alfreda Rahlfsa.
Rękopis został opublikowany i opisany w 1992 roku przez Patricka Skehana w publikacji Qumran cave 4.4 (Discoveries in the Judaean desert 9). Stare oznaczenie zwoju wskazuje, że został znaleziony w grocie 4, jest to rękopis LXX czyli Septuaginty, zawiera treści Księgi Liczb.
Rękopis ten jest przechowywany w Muzeum Rockefellera w Jerozolimie (Gr. 265 [4Q121]).